# هيرومو كور
هيرومو كور (باليابانية: 郡 大夢) (11 سبتمبر 1997 في طوكيو في اليابان – )؛ هو لاعب كرة قدم ياباني سابق كان يلعب كمهاجم.

## وصلات خارجية
- هيرومو كور على موقع رابطة كرة القدم اليابانية للمحترفين (اليابانية)
- هيرومو كور على موقع قاعدة بيانات كرة القدم.إي يو (الإنجليزية)
- هيرومو كور على موقع Soccerway.com (الإنجليزية)
- هيرومو كور على موقع عالم كرة القدم.نت (الإنجليزية)
- هيرومو كور على موقع كووورة